# Lucius Lamia Silvanus
Lucius Lamia Silvanus (* ca. 112/113) war ein römischer Senator und Schwiegersohn des Kaisers Antoninus Pius.
Silvanus stammte aus einer patrizischen Familie und war ein Sohn des Lucius Fundanius Lamia Aelianus, Konsul im Jahr 116. Silvanus war mit Aurelia Fadilla verheiratet, der älteren Tochter des Antoninus Pius. Durch ein Militärdiplom, das auf den 7. April 145 datiert ist, ist belegt, dass Silvanus 145 zusammen mit Lucius Poblicola Priscus Suffektkonsul war.